# Linia kolejowa nr 2
Linia kolejowa nr 2 Warszawa Zachodnia – Terespol – zelektryfikowana, dwutorowa linia kolejowa we wschodniej Polsce o długości 214,227 km. Fragment międzynarodowej linii E20, która jest częścią II Paneuropejskiego Korytarza Transportowego Zachód – Wschód łączącego Berlin z Moskwą.
Obecnie linia jest dostosowana do parametrów 160 km/h dla pociągów pasażerskich i 120 km/h dla pociągów towarowych na odcinku Warszawa Rembertów – Biała Podlaska (w około 80% trasy). W 2016 roku został ogłoszony przetarg na dostosowanie odcinka Biała Podlaska – Granica Państwa do wymienionych wcześniej parametrów.

## Historia

### Królestwo Polskie
Linia została wybudowana w latach 1866–1867 z inicjatywy przedsiębiorcy i bankiera Leopolda Kronenberga. Była to – po Kolei Warszawsko-Wiedeńskiej i Kolei Warszawsko-Petersburskiej – trzecia linia, która powstała na terenie Królestwa Polskiego, uruchomiona 27 września 1866. Od początku funkcjonowała pod nazwą Kolej Warszawsko-Terespolska (ros. Варшавско-Тереспольская железная дорога). Z racji umiejscowienia na prawym brzegu Wisły uzyskano koncesję na szeroki tor, na którym była oparta kolej carskiej Rosji. Linię połączono łącznicą z Koleją Petersburską.

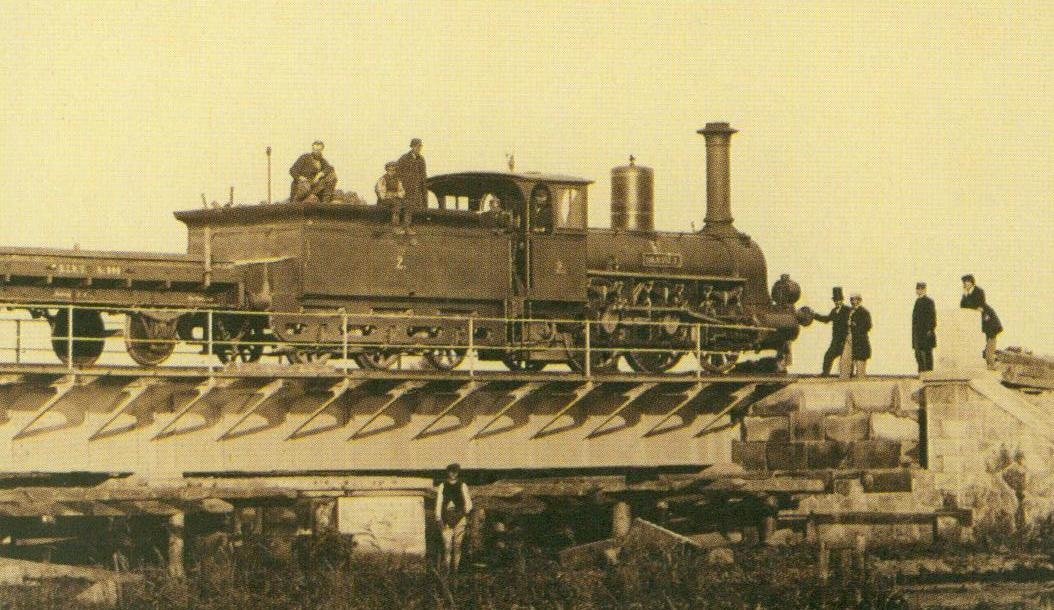
Parowóz Kolei Warszawsko-Terespolskiej w 1866 roku

W styczniu 1871 zbudowano linię łączącą Terespol z Brześciem, a w latach następnych znacząco rozbudowano sieć połączeń kolejowych na terenach przyszłej II Rzeczypospolitej, co dało bezpośrednie połączenie z Moskwą i Kijowem. W 1891 r. Kolej Warszawsko-Terespolska została wykupiona przez rząd, a w 1896 r. Kolej Warszawsko-Terespolska została połączona z Koleją Nadwiślańską w Koleje Nadwiślańskie (ros. Priwislinskie żeleznyje dorogi).
Pisarz Stefan Żeromski pracował jako dróżnik przy stacji w Mińsku Mazowieckim.

### II Rzeczpospolita
Podczas I wojny światowej, w okresie okupacji niemieckiej, linię przekuto na tor o normalnej szerokości. Po odzyskaniu niepodległości zarząd nad linią przejęło PKP. W 1933 otwarto linię średnicową, która połączyła Dworzec Terespolski (obecnie Warszawa Wschodnia) z nowo wybudowanym Dworcem Głównym (zniszczonym w czasie II wojny światowej). Dziś linia średnicowa jest fragmentem linii kolejowej nr 2 (w części dalekobieżnej) i linii kolejowej nr 448 (w części podmiejskiej).

### Elektryfikacja
Odcinek linii z Warszawy do Mińska Mazowieckiego został zelektryfikowany jeszcze przed wojną, w 1937. W przedsięwzięciu tym brały udział dwie angielskie firmy. Umowy z nimi zostały obwarowane specjalnymi klauzulami wymuszającymi zatrudnianie polskich specjalistów i robotników, a także wykorzystanie elementów sieci trakcyjnej produkowanych w kraju. Początek ruchu pociągów elektrycznych datuje się na 15 grudnia 1937; pozostałą część linii nadal obsługiwano trakcją parową. W dalszą drogę pociągiem elektrycznym można było wybrać się dopiero po wojnie. W 1975, na fali elektryfikacji polskiej kolei, do sieci podłączono Mrozy, 22 grudnia 1977 Siedlce i Łuków, potem Białą Podlaską 20 grudnia 1979. Elektryfikacja tej linii kolejowej była w tym czasie priorytetem w związku z igrzyskami olimpijskimi w Moskwie. Ostatecznie cała linia została zelektryfikowana do Terespola 15 grudnia 1980.

### Modernizacja
Linia z racji swojego międzynarodowego charakteru jest stale modernizowana. Główny cel tych modernizacji to dostosowanie linii do standardów unijnych i wymogów umów AGC i AGTC, umożliwiających jazdę pociągów pasażerskich z prędkością 160 km/h, a towarowych 120 km/h z naciskiem na oś 221 kN.
Odcinek Warszawa Rembertów – Mińsk Mazowiecki został przebudowany w latach 1998–2000 w ramach programu PHARE (PL 9606), dotacji budżetowych oraz kredytów EBI i EBOR. Koszt inwestycji to 19,5 mln euro.
W 2000 z wykorzystaniem unijnego funduszu spójności (2000/PL/16/P/PT/002) rozpoczęto modernizację 52-kilometrowego odcinka Mińsk Mazowiecki – Siedlce. W ramach projektu w 2003 zakończono modernizację odcinka Mińsk Mazowiecki – Mrozy, polegającą na przebudowie torów i sieci trakcyjnej oraz zmianie na przystanek stacji Mienia. Zmodernizowano także stację Mrozy. W grudniu 2004 zakończono prace na odcinku Mrozy – Siedlce (m.in. wybudowano przystanek Siedlce Zachodnie oraz wyposażono linię w samoczynną sygnalizację przejazdową). W 2007 oddano do użytku przejście dla pieszych pod torami w Mińsku Mazowieckim. Cały odcinek wyposażono w samoczynną blokadę liniową. Całkowity koszt inwestycji na odcinku Warszawa – Siedlce to 210,5 mln euro.
W Mińsku Mazowieckim powstało Lokalne Centrum Sterowania, które kieruje ruchem na odcinku Warszawa Rembertów – Siedlce.
W roku 2006 rozpoczęto I etap modernizacji odcinka Siedlce – Terespol o długości 121 km (2001/PL/16/P/PT/012). Całą inwestycję podzielono na dwa etapy. Pierwszy polega na przebudowie podtorza, nawierzchni, sieci trakcyjnej oraz obiektów inżynieryjnych; drugi na przebudowie urządzeń sterowania ruchem oraz modernizacji stacji na całym odcinku. Całkowity koszt I etapu to 217,1 mln euro, wkład budżetu państwa wynosi 25%. Realizacja I etapu inwestycji została zakończona w 2009 roku.
Na odcinku Mińsk Mazowiecki – Siedlce zamontowano 62 urządzenia UOZ-1 do odstraszania zwierząt. Na minutę przed przejazdem pociągu urządzenie automatycznie emituje 60-sekundową sekwencję dźwięków, składającą się z ostrzegawczego głosu sójki, ujadania psów w nagonce, rżenia konia oraz odgłosów uśmiercanych zająca i świni.
6 czerwca 2010 roku odbył się pierwszy kurs z pasażerami (ogólnodostępny) z prędkością 160 km/h; był to pociąg osobowy przyspieszony Kolei Mazowieckich relacji Siedlce – Warszawa Zachodnia obsługiwany przez elektryczny zespół trakcyjny Stadler FLIRT ER75-007.
W roku 2013 rozpoczęto II etap modernizacji odcinka Siedlce – Terespol. W ramach II etapu zostaną wybudowane nowe perony, systemy informacji pasażerskiej na stacjach Siedlce, Łuków, Łuków Zapowiednik i Międzyrzec Podlaski. W ramach inwestycji zostanie wybudowane lokalne centrum sterowania w Łukowie. Szacowany koszt inwestycji to 691,14 mln PLN.
W 2013 roku podpisano umowę na budowę i instalację systemu ERTMS/GSM-R na odcinku od km 5,988 do granicy państwa. Realizacja projektu jest przewidziana na lata 2012–2015. W kwietniu 2015 roku podpisano umowę na dofinansowanie tego projektu ze środków unijnych.
W 2016 niedaleko od przystanku Misie zainstalowano czujniki dSAT. Czujniki te umieszczone są na torach i wykrywają awarie taboru kolejowego. Nie wymagają zatrzymywania pociągów i w związku z tym nie powodują opóźnień. Pracują bezkontaktowo przy pełnej prędkości pociągu. Zastosowano w nich specjalne czujniki podczerwieni oraz czujniki światłowodowe, które zdalnie badają stopień przegrzania łożysk i hamulców wagonów.
16 sierpnia 2017 PKP PLK podpisały z Trakcją PRKiI umowę na modernizację i przebudowę stacji Biała Podlaska, Małaszewicze i Terespol oraz przystanku Biała Podlaska Rozrządowa.
5 stycznia 2018 PKP PLK podpisały umowę z przedsiębiorstwem Thales na instalację systemu ERTMS na odcinku Sulejówek Miłosna – Terespol.

## Czas jazdy
Najkrótszy czas jazdy pociągów danej kategorii w wybranych relacjach (deklarowany w rozkładzie jazdy)
| Rozkład jazdy | Warszawa Zachodnia – Siedlce | Warszawa Zachodnia – Siedlce | Siedlce – Łuków | Siedlce – Łuków | Łuków – Terespol | Łuków – Terespol | Warszawa Zachodnia – Terespol | Warszawa Zachodnia – Terespol |
| Rozkład jazdy | O                            | P                            | O               | P               | O                | P                | O                             | P                             |
| ------------- | ---------------------------- | ---------------------------- | --------------- | --------------- | ---------------- | ---------------- | ----------------------------- | ----------------------------- |
| lato 1939     | 2 h 15′                      | 2 h 15′                      | 28′             | 28′             | 1 h 24′          | 1 h 24′          | 4 h 1′                        | 4 h 1′                        |
| 2006/2007     | 1 h 50′                      | 1 h 10′                      | 32′             | 26′             | 1 h 50′          | 1 h 38′          | x                             | 3 h 28′                       |
| 2007/2008     | 1 h 50′                      | 1 h 20′                      | 29′             | 17′             | 1 h 57′          | 1 h 40′          | x                             | 3 h 23′                       |
| 2008/2009     | 1 h 38′                      | 1 h 17′                      | 31′             | 18′             | 1 h 40′          | 1 h 34′          | x                             | 3 h 15′                       |
| 2009/2010     | 1 h 38′                      | 1 h 19′                      | ?               | ?               | ?                | ?                | x                             | 2 h 45′                       |
| 2010/2011     | 1 h 39′                      | 1 h 12′                      | ?               | ?               | 1 h 35′          | 1 h 08′          | x                             | 2 h 49′                       |
| 2011/2012     | 1 h 39′                      | 1 h 16′                      | 27′             | 17′             | 1 h 36′          | 1h 10′           | x                             | 2 h 52′                       |
| 2012/2013     | 1 h 40′                      | 1 h 18′                      | 27′             | 18′             | 1 h 36′          | 1h 14′           | x                             | 2 h 57′                       |
| 2013/2014     | 1 h 36′                      | 1 h 16′                      | 28′             | 18′             | 1 h 37′          | 1h 15′           | x                             | 2 h 50′                       |
| 2014/2015     | 1 h 32′                      | 1 h 08′                      | 28′             | 18′             | 1 h 32′          | 1h 02′           | 3h 36′                        | 2 h 33′                       |
| 2015/2016     | 1 h 35′ *                    | 1 h 05′                      | 25′             | 13′             | 1 h 22′          | 56′              | x                             | 2 h 20′                       |
| 2016/2017     | 1 h 34′                      | 1 h 04′                      | 25′             | 14′             | 1 h 23′          | 55′              | x                             | 2 h 16′                       |

O – pociąg osobowy (z wyłączeniem przyspieszonych), P – pociąg pospieszny lub przyspieszony, x – brak połączenia bezpośredniego
| Pociągi pasażerskie mogą rozwijać maksymalną prędkość 160 km/h w obu kierunkach na odcinku od przejazdu kolejowo-drogowego w ciągu ulicy Chełmżyńskiej do stacji Biała Podlaska (z wyjątkiem okolic stacji Mińsk Mazowiecki i Siedlce, gdzie w torach głównych zasadniczych linii nr 2 obowiązuje prędkość 120 km/h). Jest to możliwe dzięki odpowiedniej geometrii torów (m.in. wyczuwalny przechył toru na łuku w Sabince, mający za zadanie zredukować siłę odśrodkową) i budowie rozjazdów, pozwalającej na przejazd składu po torze zasadniczym bez zmiany prędkości. Na pozostałych odcinkach linii prędkość maksymalna nie przekracza 140 km/h. |

| Tor 1               | Tor 1     | Tor 1            |                     | odcinek linii | odcinek linii       |                     | Tor 2               | Tor 2 | Tor 2 |
| pociągi pasażerskie | szynobusy | pociągi towarowe | pociągi pasażerskie | odcinek linii | odcinek linii       | szynobusy           | pociągi towarowe    |       |       |
| pociągi pasażerskie | szynobusy | pociągi towarowe | pociągi pasażerskie | km pocz.      | km końcowy          | szynobusy           | pociągi towarowe    |       |       |
| 80                  | 80        | 60               | -2,620              | -0,600        | 80                  | 80                  | 60                  |       |       |
| 60                  | 60        | 60               | -0,600              | 0,700         | 90                  | 90                  | 60                  |       |       |
| 80                  | 80        | 60               | 0,700               | 3,450         | 60                  | 60                  | 60                  |       |       |
| 60                  | 60        | 60               | 3,450               | 4,800         | 60                  | 60                  | 60                  |       |       |
| 100                 | 100       | 60               | 4,800               | 5,500         | 60                  | 60                  | 60                  |       |       |
| 100                 | 100       | 80               | 5,500               | 6,700         | 100                 | 100                 | 80                  |       |       |
| 100                 | 100       | 80               | 6,700               | 9,200         | 120                 | 120                 | 80                  |       |       |
| 160                 | 160       | 80               | 9,200               | 12,900        | 160                 | 160                 | 80                  |       |       |
| 160                 | 160       | 100              | 12,900              | 20,530        | 160                 | 160                 | 100                 |       |       |
| 160                 | 160       | 120              | 20,530              | 38,940        | 160                 | 160                 | 120                 |       |       |
| 120                 | 120       | 120              | 38,940              | 41,700        | 120                 | 120                 | 120                 |       |       |
| 160                 | 160       | 120              | 41,700              | 92,000        | 160                 | 160                 | 120                 |       |       |
| 120                 | 120       | 120              | 92,000              | 95,100        | 120                 | 120                 | 120                 |       |       |
| 160                 | 160       | 120              | 95,100              | 171,300       | 160                 | 160                 | 120                 |       |       |
| 100                 | 100       | 80               | 171,300             | 177,500       | 80                  | 80                  | 60                  |       |       |
| 160                 | 160       | 120              | 177,500             | 197,300       | 160                 | 160                 | 120                 |       |       |
| 100                 | 100       | 80               | 197,300             | 202,550       | 100                 | 100                 | 80                  |       |       |
| 140                 | 140       | 120              | 202,550             | 207,400       | 140                 | 140                 | 120                 |       |       |
| 60                  | 60        | 60               | 207,400             | 208,600       | 60                  | 60                  | 60                  |       |       |
| 40                  | 40        | 40               | 208,600             | 209,990       | 40                  | 40                  | 40                  |       |       |
| 40                  | 40        | 40               | 209,990             | 211,657       | Odcinek jednotorowy | Odcinek jednotorowy | Odcinek jednotorowy |       |       |

## Ważniejsze stacje
- Warszawa Centralna – piąty pod względem wielkości dworzec kolejowy w Polsce i trzeci w Warszawie[18] (pod względem liczby pasażerów). Posiada kategorię A.
- Warszawa Wschodnia – czwarty pod względem wielkości dworzec kolejowy w Polsce i drugi w Warszawie[18]; pełni głównie funkcję przesiadkową. Większość pociągów z Warszawy w kierunku zachodnim (do miast na zachód od Wisły) zaczyna bieg na tej stacji. Tutaj także od linii nr 2 odchodzą linie do Gdańska i Lublina.
- Warszawa Rembertów – znacząca stacja węzłowa i towarowa. Linia nr 2 zbiega się tu z linią kolejową nr 448; odchodzi tu także linia do Białegostoku.
- Sulejówek Miłosna – stacja końcowa warszawskiej SKM. Zarządzana zdalnie z Mińska Mazowieckiego. Miejsce wyprzedzania przez pociągi kwalifikowane.
- Mińsk Mazowiecki – dworzec kategorii B, stacja początkowa i końcowa dla wielu składów Kolei Mazowieckich (najwięcej na tej linii poza Warszawą Wschodnią, licząc pociągi w jednym kierunku). W obrębie stacji znajdują się ZNTK Mińsk Mazowiecki SA.
- Mrozy – stacja osobowa i towarowa. Miejsce wyprzedzania pociągów (jak Sulejówek-Miłosna). Jadąc od stacji Mrozy w stronę Mińska Mazowieckiego pociąg może zjechać (w miejscowości Mienia) do 23 Bazy Lotniczej.
- Siedlce – znacząca stacja węzłowa w drugim pod względem wielkości mieście na linii. Stacja początkowa i końcowa dla wielu składów Kolei Mazowieckich (najwięcej na tej linii poza Warszawą Wschodnią, licząc pociągi we wszystkich kierunkach). Dworzec kategorii C
- Łuków – znaczący węzeł kolejowy posiadający niezależne połączenia ze Skierniewicami, Radomiem i Lublinem. Stacja końcowa dla ostatnich pociągów Kolei Mazowieckich. Dalsze przewozy obsługuje Polregio.
- Biała Podlaska – dworzec kolejowy w trzecim pod względem liczby mieszkańców (po Warszawie i Siedlcach) mieście na linii.
- Małaszewicze – stacja osobowa i towarowa z suchym portem do przeładunku towarów między wagonami o różnym rozstawie kół; terminale paliwowe i lokomotywownia.
- Terespol – stacja końcowa komunikacji wewnętrznej i kolejowe przejście graniczne.

## Ruch pociągów
Według sieciowego rozkładu jazdy linię obsługują następujące pociągi (nie licząc pociągów korzystających jedynie z fragmentu Warszawa Centralna – Warszawa Rembertów lub stacji Rembertów jako węzła):

### Koleje Mazowieckie
Linię w granicach województwa mazowieckiego obsługują pociągami osobowymi i osobowymi przyśpieszonymi Koleje Mazowieckie. Stacjami i przystankami na których zatrzymują się wszystkie pociągi są: Halinów, Mińsk Mazowiecki, Cegłów, Mrozy, Kotuń, Siedlce, Łuków oraz wszystkie przystanki między Siedlcami a Łukowem. W Warszawie wszystkie pociągi zatrzymują się na stacjach i przystankach Kolei Średnicowej, w zależności od tego z której jej nitki korzystają. Pozostałe przystanki na trasie mają różną liczbę pociągów Kolei Mazowieckich przejeżdżających bez zatrzymania.

### Polregio
Polregio obsługuje linię pociągami osobowymi relacji Łuków – Terespol, w tym Terespol – Łuków – Lublin, a także Siedlce – Czeremcha.

### Warszawska Szybka Kolej Miejska
Warszawska Szybka Kolej Miejska korzysta ze stacji Sulejówek Miłosna, Warszawa Rembertów, oraz z krótkiego fragmentu linii między tymi stacjami.

### PKP Cargo
Na odcinku Warszawa – Terespol bocznice niewykorzystywane przez przewoźników pasażerskich znajdują się na stacjach:
- Warszawa Rembertów (przesypownia kruszywa)
- Mińsk Mazowiecki (plac rozładunkowy)
- Mrozy (plac rozładunkowy)
- Siedlce (liczne torowiska na terenie miasta)
- Łuków
- Dziewule (tor do odstawiania składów)
- Biała Podlaska
- Małaszewicze (suchy port dla przeładunku towarów pomiędzy pociągami o różnym rozstawie kół).